# Gabriel Delmas
Pour les articles homonymes, voir Delmas.
Gabriel Delmas, né le 3 août 1973 à Carcassonne, est un peintre, dessinateur, auteur de bande dessinée, photographe et artiste multimédia français.

## Biographie
Gabriel Delmas est un artiste contemporain dont l'œuvre est en perpétuelle métamorphose. Il refuse les frontières entre les arts et intervient dans de nombreux médias : peinture, gravure, vidéo, photographies, installations, bande dessinée, illustrations, écrits, graphisme...
Après des études à l'université de lettres et à l'École nationale supérieure des arts décoratifs, il commence sa carrière professionnelle comme illustrateur anatomique et parallèlement, en artiste multimédia. Il hante les musées d'histoire naturelle et leurs réserves ainsi que les musées d'anatomie et les salles de dissections. Il y remplit de dessins ses « carnets noirs », au nombre de six. Le dernier lui a été volé.
Il réalise des œuvres d'Art vidéo, des photographies, des cédéroms artistiques (Disparitions) et des peintures.
Son installation vidéo X tourne en France, en Europe et en Asie.
Il réalise aussi divers travaux de graphisme, ainsi que des photographies pour les couvertures des romans des éditions Viviane Hamy. Pour la création du livre objet Je crache sur le Christ inné des éditions Abstèmes & Bobance, il réalise une gravure sur bois et des dessins. Une exposition de ses dessins et gravures a eu lieu à la galerie La Hune-Brenner en 2001.
Fortement marqué par Métal hurlant, et passionné par Corben, Tanino Liberatore, Druillet, il décide de faire de la bande dessinée, parce que la pratique est jugée vulgaire et populaire. À partir de 2002, il n'aura de cesse de développer sa vision anticonformiste du médium, basée sur une narration subordonnée à la vision , et la nécessité de certains dessins comme piliers de cette vision . Avec des ambiances glam rock punk gothiques, son premier livre, Le psychopompe, est publiée par les éditions Delcourt. Il s'agit d'une œuvre libre, à la croisée des mangas, comics et de la BD francophone underground, reprenant l'héritage de la contre-culture sur un mode sombre, romantique et poétique. Le psychopompe est devenu un album culte pour les passionnés de satanisme et de vampirisme.
Avec Vampyr Draco Maleficus Imperator, il se sert de son expérience de la vidéo expérimentale pour mettre en avant une narration libre, des ruptures de rythme très fortes et un ensemble dessiné axé sur l'émotion. Salué par la critique de bande dessinée, son travail sera reconnu par de nombreux artistes.
En février 2005 paraît chez Carabas Le Mouton-chien manchot, un conte macabre et burlesque en noir et blanc.
Puis il se dirige vers une voie plus expérimentale et poétique tout en le désignant comme « mushroomic art » (bande dessinée révolutionnaire) avec Grangousiers  ou Orycteropus.
Il écrit aussi des scénarios aux univers décalés pour d'autres dessinateurs.
Il collabore également avec Patrick Pion sur Moloch Jupiter Superstar, un album particulièrement excentrique et novateur[réf. nécessaire].
Provocateur et ironique, il choisit souvent d'être en rupture avec les modes, et tient à son indépendance .
Parallèlement à ses bandes dessinées, il continue ses travaux photographiques et vidéos ainsi que son œuvre de peintre.
En 2006, il continue dans la collection "Révolution" de l'éditeur Carabas avec L'Extravagant Monsieur Pimus illustré de nouveau par Patrick Pion. De sa rencontre avec Yacine Elghorri, avec lequel il partage de nombreuses références, naîtra Gunman . Ces deux albums sont dans une veine plus absurde et humoristique que ses précédents travaux. Suivront trois albums encore plus surréalistes , toujours dans la collection "Révolution" : Elagabal, Orycteropus et Superfunky dont il est l'auteur complet, en 2007. Orycteropus est basé sur un sonnet classique, décomposé sur des pages violettes en vis-à-vis de planches images. On y voit un oryctérope rose sauter sur des plantes hallucinogènes, et voler au-dessus de champignons géants. Elagabal et Orycteropus sont dans la lignée stylistique du Mouton-chien manchot, que l'on retrouvera dans Vorax, en 2010.

## Œuvres

### Illustration
- Antonin Artaud, Je crache sur le Christ inné, Abstème et Bobance, 2001  (ISBN 2914490348).

### Bandes dessinées
- Le Psychopompe, Delcourt, 2002  (ISBN 2-84055-847-5).
- Ceux qui rampent t. 1, Delcourt, coll. « Terre de légende », 2003  (ISBN 2-84789-068-8)[10].
- Vampyr Draco Maleficus Imperator, Carabas, 2004  (ISBN 2914203500).
- Grangousiers, Carabas, coll. « Révolution», 2005  (ISBN 2-351-00034-X)[11].
- Moloch jupiter superstar (scénario), avec Patrick Pion (dessin), Carabas, coll. « Révolution», 2005  (ISBN 2-914203-90-X).
- Le Mouton-chien manchot, Carabas, 2005  (ISBN 2-914203-79-9).
- Totendom (scénario), avec Robin Recht (dessin), Alex Alice (couvertures) Les Humanoïdes associés :

1. Acte I, 2005  (ISBN 2-7316-1627-X)[12].
2. Acte II, 2007  (ISBN 978-2-7316-1680-4).

- L'Extravagant Monsieur Pimus (scénario), avec Patrick Pion (dessin), Carabas, coll. « Révolution », 2006  (ISBN 2-351-00079-X)[13],[14].
- Gunman (scénario), avec Yacine Elghorri (dessin), Carabas, coll. « Révolution», 2006  (ISBN 2-351-00144-3)[15].
- Elagabal, Carabas, coll. « Révolution », 2007  (ISBN 978-2-351-00108-0).
- Orycteropus, Carabas, coll. « Révolutiongunma », 2007  (ISBN 978-2-351-00264-3)[16].
- Superfunky, Carabas, coll. « Révolution», 2007  (ISBN 978-2-351-00265-0).
- Pythons (scénario), avec Joseph Lacroix (dessin), Carabas :

1. , 2007  (ISBN 978-2-351-00260-5)[17].
2. , 2008  (ISBN 978-2-351-00391-6)[18].
3. , 2009  (ISBN 978-2-351-00528-6).

- Aguirre, le principe de liberté (dessin), avec Richard Marazano (scénario), Carabas, 2008  (ISBN 978-2-351-00389-3).
- Myrkvun (sous le pseudonyme Comte Gusoyn), Carabas, 2009  (ISBN 978-2-351-00551-4).
- Vorax (dessin), avec David Calvo (scénario), Quadrants, 2010  (ISBN 978-2-302-00596-9)[19],[20].
- Seigneur Venin (sous le pseudonyme Gabbarel Dalmatius), Quadrants, 2011   (ISBN 978-2-302-01499-2)[21],[22],[23],[24],[25]. Sélection Officielle du Festival International de la Bande Dessinée d'Angoulême 2012.
- Fille d’Oedipe (dessin), avec Marie Gloris Bardiaux-Vaïente (scénario), Six Pieds sous Terre, coll. « Blanche », 2018  (ISBN 978-2-352-12139-8).
- Circé la magicienne  (dessin), avec Richard Marazano (scénario), Dargaud, 2021 (ISBN 9782205082883)  (ISBN 9782205082883)[26],[27].

### Écrits
- Ils sont parmi nous, Carabas, coll. « Révolution », 2008  (ISBN 9782351004364). Poésie et photographie.
- Alianore (sous le pseudonyme « Gabriel Bassian »), illustré par Victor Jaquier, Les Presses Littéraires, 2010  (ISBN 2350733599). Conte fantastique.

### Tirage de luxe
- Circé la magicienne (dessin) avec Richard Marazano (scénario), éditions Caurette, 2022, 112 p.  (ISBN 978-2-38289-015-8). Tirage limité à 300 exemplaires, numérotés et signés par les auteurs.

### Entretiens en ligne
- sceneario.com
- maxoe.com
- entretien fnac.com